# Schloss Halič
Das Schloss Halič (slowakisch Haličský zámok, Haličský kaštieľ oder auch schlicht Halič) ist ein Schloss im südslowakischen Ort Halič im Okres Lučenec.

## Geschichte
Das Schloss entstand auf der Stelle der mittelalterlichen Burg Halič, deren Bau man vor dem Jahr 1321 vermutet. Zu dieser Zeit war sie bereits eine Ruine, nachdem sie während der Herrschaft des Oligarchen Matthäus Csák niedergebrannt worden war. 1386 wurde sie mit königlicher Erlaubnis durch das Geschlecht Lossonczy wiedererrichtet. Auch aufgrund unerlaubter Umbauten wurde die Burg 1544 auf königliche Anordnung geschleift, um Aufständischen ein Versteck zu verwehren.
Der heutige Bau entstand 1612 nach Plänen von Sigismund Forgách, der nach der Heirat mit Anna Lossonczy und durch Donationen die Herrschaften von Halič, Somoskő und Szécsény erhielt. Das auf dem runden Hügel stehende Schloss mit einem langgestreckten, annähernd sechseckigen Grundriss wurde zwar vom Anfang an als Residenz bestimmt, aufgrund der unruhigen Lage im Königreich Ungarn im 17. Jahrhundert wurde sie aber mit Eckbastionen, Gräben, verstärkter Vorburg am Eingangsflügel mit zwei Bastionen (unter Mitverwendung von Burgruinen) sowie einer ständigen Garnison versehen. Trotzdem wurde es dreimal erobert: 1682 durch Kuruzen von Emmerich Thököly, 1703 durch Aufständische während des Rákóczi-Aufstands und 1709 durch kaiserliche Truppen, die es auch in Brand setzten. Da die Familie Forgách sich gegenüber den Habsburgern loyal verhielt, wurde das Schloss nicht geschleift. Zu einem wesentlichen Wiederaufbau kam es aber erst im Jahr 1762, als eine militärische Nutzung wegfiel und das Anwesen durch den Architekten Andreas Mayerhoffer barockisiert wurde. Im Inneren wurden die Wandmalereien durch tiefer angesetzten Gewölbe und Mörtel zugedeckt, dafür wurden aber teilweise illusionistische Wand- und Deckenmalereien angebracht. Nach weiteren Arbeiten im Jahr 1897 entstand vor dem Schloss ein französischer Park.
Während des Zweiten Weltkriegs wurde das Schloss im Winter 1944/1945 beschädigt, nach dem Krieg aber 1956–1964 saniert. Von 1964 bis 1994 war ein Kinderheim Hauptnutzer des Schlosses, danach stand es aber leer und wurde dem Verfall preisgegeben. 2005 wurde das Schloss privatisiert und 2009–2016 saniert. Heute ist es in Betrieb als Luxushotel Galicia Nueva. Der Innenhof wurde zugedeckt und dient als Restaurant.